# Paralimnophila (Paralimnophila) gracilirama
Paralimnophila (Paralimnophila) gracilirama is een tweevleugelige uit de familie steltmuggen (Limoniidae). De soort komt voor in het Australaziatisch gebied.